# Personne responsable
La personne responsable est le garant de la conformité d’un produit cosmétique au règlement cosmétique n°1223/2009. Sa désignation est obligatoire dans le cadre de la mise sur le marché européenne d’un produit cosmétique.

## Définition
La « personne responsable » est définie dans l'article 4 du règlement cosmétique comme suit : « la personne responsable garantit, pour chaque produit cosmétique mis sur le marché, la conformité aux obligations applicables établies dans le présent règlement ». 
Il y est aussi précisé que la « personne responsable » peut être une personne physique ou morale, à condition qu’elle soit établie dans la Communauté européenne (CE). Cette dernière agit pour tous les pays européens.
Ce statut peut être attribué automatiquement ou via un contrat.

## Types de «personne responsable»
La « personne responsable » peut être un fabricant, un importateur, un distributeur, ou plus largement, toute personne établie dans la Communauté européenne. 
Dans la plupart des cas, la « personne responsable » est celle qui met le produit cosmétique sur le marché européen, hormis si elle désigne une tierce personne.

### Fabricant
Le fabricant devient la « personne responsable » pour les produits cosmétiques fabriqués dans la Communauté européenne qui ne sont pas sujets à une exportation, puis à une réimportation dans la CE.

### Importateur
L’importateur devient la « personne responsable » pour les produits cosmétiques importés et mis sur le marché européen.

### Distributeur
Le distributeur devient la « personne responsable » s’il met sur le marché européen un produit sous son nom ou sa marque, ou s’il modifie un produit qui est déjà présent sur le marché en risquant d’affecter sa conformité au règlement cosmétique (changement de packaging ou d’ingrédient par exemple).

### Toute personne établie dans la Communauté européenne
Le fabricant ou chaque importateur peut, selon le règlement n°1223/2009, désigner comme « personne responsable », par mandat écrit, toute personne physique ou morale établie dans la Communauté européenne, qui doit aussi accepter par écrit.

## Obligations
La « personne responsable » joue un rôle essentiel dans la mise sur le marché européen des produits cosmétiques dont elle est responsable.
Elle a pour obligations d’assurer la sécurité du produit cosmétique, de garantir la complétude du dossier d'information produit, de veiller au respect des bonnes pratiques de fabrication, de garantir la conformité de la formule, de s’assurer du respect de l’interdiction des expérimentations animales, de vérifier la conformité de l’emballage et l'étiquetage, de procéder à la notification au CPNP et de rester disponible pour les autorités compétentes en cas d’audit.